# Rubus festii
Rubus festii es una especie de planta del género Rubus, perteneciente a la familia Rosaceae.

## Taxonomía
Rubus festii fue descrita por H. E. Weber en 1998.

## Distribución
Se encuentra en el territorio de Italia.